# 公园 (电影)

公园，中国的一部剧情类电影，2007年4月10日上映。为“云南影响”新电影系列之一。

## 演员
- 李佳饰高小君
- 王德顺饰高远山
- 王学兵饰徐超
- 徐涛

## 制作人员
- 导演：尹丽川